# Neogobius fluviatilis
Neogobius fluviatilis es una especie de peces de la familia de los Gobiidae en el orden de los Perciformes.

## Morfología
Los machos pueden llegar a alcanzar los 19,5 cm de longitud total.

## Distribución geográfica
Se encuentra en el mar Negro y el mar Caspio.

## Observaciones
Es inofensivo para los humanos.